# 加藤博章
加藤 博章（かとう ひろあき、1961年2月17日 - ）は、日本の生化学者。京都大学大学院薬学研究科薬科学専攻構造生物薬学分野教授。日本農芸化学会奨励賞受賞。

## 人物・経歴
青森県生まれ。青森県立八戸高等学校を経て、1983年山形大学農学部農芸化学科卒業。1985年山形大学大学院農学研究科修士課程修了、農学修士。1988年京都大学大学院農学研究科博士後期課程修了、農学博士、京都大学化学研究所研修員。1988年京都大学化学研究所文部技官。1989年京都大学化学研究所助手。1992年文部省在外研究員（ブランダイス大学ローゼンスティール基礎医科学研究センターグレゴリー・A. ペツコ教授）。1994年日本農芸化学会奨励賞受賞。1999年理化学研究所播磨研究所メンブレンダイナミクス研究グループ速度論的結晶学研究チーム・チームリーダー。2000年京都大学化学研究所非常勤講師。2002年京都大学大学院薬学研究科教授。2006年理化学研究所客員研究員。2014年京都大学薬学部薬科学科長、京都大学大学院薬学研究科副研究科長。2016年京都大学大学院薬学研究科薬科学専攻長。